# MW Kleinwagen

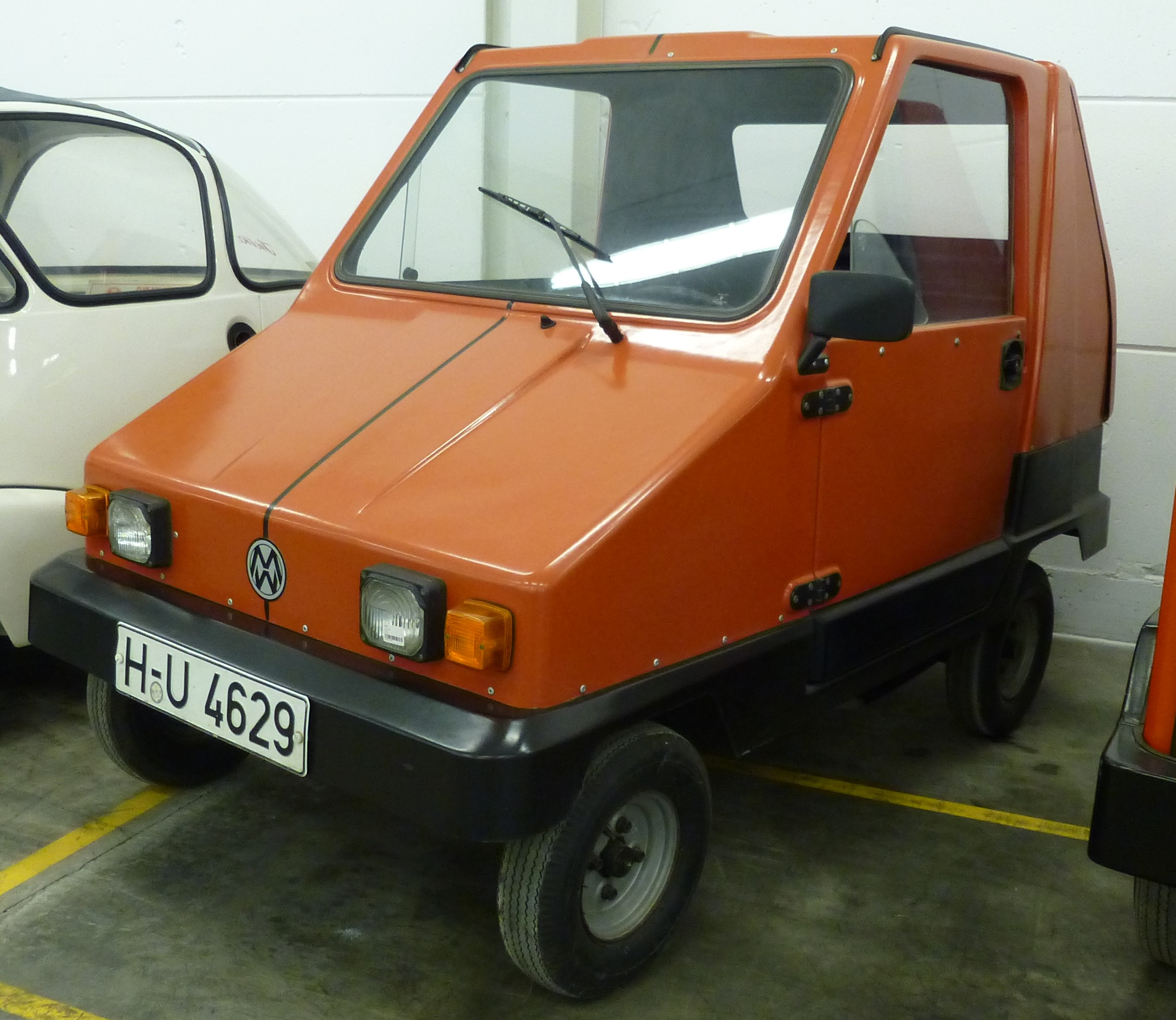
MW Cityboy von 1984

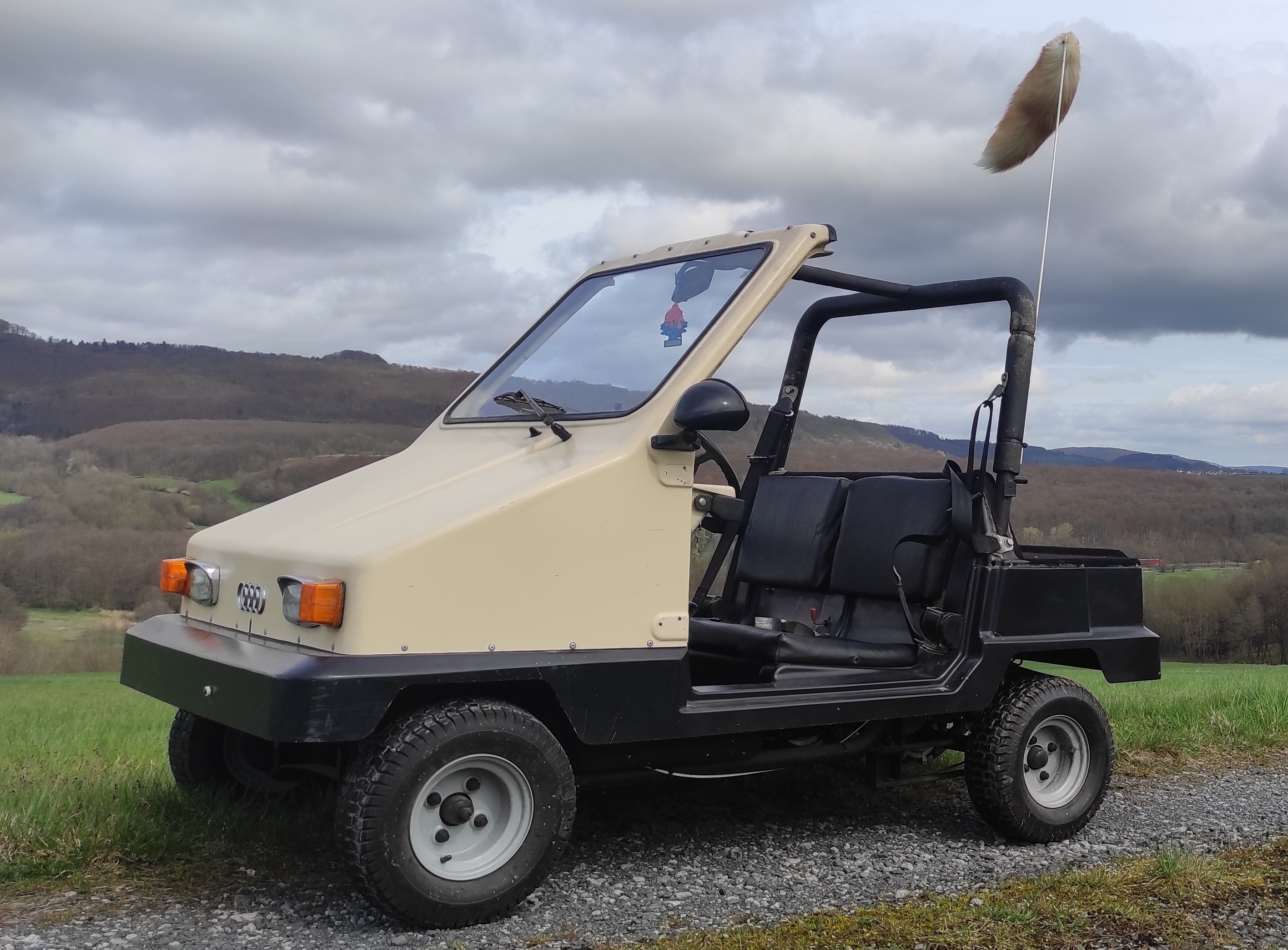
MW Sonnyboy

Die MW Kleinwagen GmbH, zuvor Minimobil-Wagen Fries GmbH, war ein deutscher Hersteller von Automobilen.

## Unternehmensgeschichte
Adalbert W. Fries gründete 1982 das Unternehmen Minimobil-Wagen Fries GmbH in Wielenbach und begann mit der Produktion von Automobilen. Der Markenname lautete MW. 1984 erfolgte die Umfirmierung in MW Kleinwagen GmbH. 1988 endete die Produktion. Insgesamt entstanden über 1000 Fahrzeuge. Am 6. April 1994 wurde das Unternehmen aufgelöst.

## Fahrzeuge
Das Unternehmen stellte vierrädrige Kleinstwagen her. Erstes Modell war der Cityboy. Ein im Heck montierter Zweitaktmotor mit 50 cm³ Hubraum und 3,2 PS Leistung ermöglichte 25 km/h Höchstgeschwindigkeit. Das Fahrzeug war 212 cm lang. Der Neupreis sollte ursprünglich 6850 DM betragen, wurde dann aber auf 9000 DM festgelegt. Ab 1984 kam ein Einbaumotor von Fichtel & Sachs mit 50 cm³ Hubraum und 4 PS zum Einsatz. 1985 folgte der offene Sunnyboy mit einem Elektromotor für 9740 DM. Die Reichweite war mit 50 bis 120 km angegeben.
Ein Fahrzeug stand im Auto- und Motorradmuseum Ziegenhagen in Witzenhausen-Ziegenhagen. Ein weiteres gehört zur Sammlung des PS-Speichers.